# KS Albpetrol Patos
KS Albpetrol Patos is een Albanese voetbalclub uit Patos. De club werd in 1947 opgericht als KS Punëtori Patos en speelde in 1974 voor het eerst in de hoogste klasse, waar de club in totaal zeven seizoenen speelde. Nadat de club in 1993 de bekerfinale verloor van de landskampioen mocht de club deelnemen aan de Europacup II en verloor in de voorronde van het Liechtensteinse FC Balzers. In het seizoen 1997-98 eindigde Albpetrol als 18e en laatste in de Albanese Kategoria Superiore en degradeerde. Later zakte de club verder af en speelt momenteel in de lagere divisies van Albanië.

## Erelijst
Beker van Albanië
Finalist: 1993

## Albpetrol in Europa
- Q = voorronde
- PUC = punten UEFA coëfficiënten

| Seizoen | Competitie   | Ronde | Land                   | Club       | Totaalscore | 1e W    | 2e W    | PUC |
| ------- | ------------ | ----- | ---------------------- | ---------- | ----------- | ------- | ------- | --- |
| 1993/94 | Europacup II | Q     | Vlag van Liechtenstein | FC Balzers | 1-3         | 1-3 (U) | 0-0 (T) | 1.0 |

Totaal aantal punten voor UEFA Coëfficiënten: 1.0
Groep A (noord): Arnisa · Bulqiza · Eagle · Kinostudio · Klosi · Shënkolli · Përmeti · Prestige

Groep B (zuid): Albpetrol · Gramozi · Himara · Këlcyra · Osumi · Skrapari · Tepelena